# Robert Morris (ondernemer)
Robert Morris jr. (Liverpool (Engeland), 20 januari 1734 – Philadelphia (Pennsylvania) 8 mei 1806) was een Amerikaans zakenman en politicus. Hij was een senator en een van de ondertekenaars van de Amerikaanse Onafhankelijkheidsverklaring en de Grondwet.

## Levensloop
Morris werd geboren in Engeland en emigreerde op zijn dertiende naar Brits-Amerika. Zijn vader had een tabaksplantage in Maryland. Hij studeerde in Philadelphia en begon als leerjongen bij een bank- en scheepsbedrijf. Zijn vader overleed een jaar na zijn aankomst in Amerika. Hij werd getroffen door kogels die vanaf een schip ter ere van hem werden afgevuurd. Toen Charles Willing, eigenaar van het bedrijf waar Morris voor werkte, in 1754 overleed maakte diens zoon hem partner. Zij bouwde het bedrijf verder uit en verwierven een fortuin, onder meer door de handel in slaven.
Als zakenman steunde Morris acties waardoor de handel met Engeland stil kwam te liggen. Groot-Brittannië had namelijk zeer strikte regels en hoge heffingen met betrekking tot de import van haar Amerikaanse koloniën. Toen de Stamp Act werd aangenomen door het Britse parlement gaf Morris leiding aan een plaatselijk comité dat het verzet tegen deze wet organiseerde. Hij vond dat de Britse koloniën in Amerika onderdeel uitmaakten van het Verenigd Koninkrijk, maar ook dat zij recht hadden op vertegenwoordiging in het parlement.
In aanloop naar het uitroepen van de onafhankelijkheid werd Morris afgevaardigd naar het Continental Congress. Hij ontwierp voor het Congress een systeem waarmee er ongemerkt wapens vanuit Frankrijk binnengesmokkeld konden worden. Ook had hij zitting in het Marine and Maritime Committee. De zakenman verkocht zijn beste schip aan het Continental Congress. Dit werd omgedoopt tot USS Alfred en was het eerste schip van de Amerikaanse marine. Zijn uitgebreide internationale handelsnetwerk kon Morris ook inschakelen voor spionagedoeleinden. Daardoor waren de Amerikanen in staat zich goed voor te bereiden op de aanval van de Britten op Fort Moultrie vlak bij Charleston, South Carolina.
In het Continental Congress stemde Morris op 1 juli 1776 tegen het uitroepen van de Amerikaanse onafhankelijkheid. Een kleine meerderheid van de gedelegeerden van Pennsylvania was daardoor tegen. Een dag later besloten Morris en John Dickinson zich te onthouden van stemming, waardoor Pennsylvania alsnog voor stemde. Op 2 augustus ondertekende Morris ook de onafhankelijkheidsverklaring. Hij stelde: "Ik ben niet een van die politici die boos worden wanneer mijn eigen plannen niet worden aangenomen. Ik denk dat het de plicht van een goede burger is te volgen als hij niet kan leiden".
Tijdens de oorlog leende Morris tienduizend pond uit om de kosten voor het Continental Army te betalen. Dit voorkwam dat het uiteen viel in aanloop naar de Slag bij Princeton. Hij verdiende ook goed aan de oorlog. De Amerikanen namen namelijk veel schepen van de Britten in beslag. Morris had een groot belang in verschillende scheepsbedrijven en verdiende goed aan de verkoop van de Britse goederen. Tegelijkertijd gingen ook veel van zijn schepen verloren. Door Thomas Paine en Henry Laurens werd de zakenman beschuldigd winst te maken uit discutabele financiële transacties. Door een Congrescommissie werd hij echter vrijgesproken, maar was door de hele affaire wel beschadigd.
Na zijn periode in het Congres was hij van 1778 tot 1781 lid van de Wetgevende Vergadering van Pennsylvania. Hij hielp met het opzetten van een nieuwe grondwet. Mede door zijn toedoen kregen bepaalde religieuze groepen, zoals de Quakers, Joden en Mennonieten stemrecht. Zij maakten veertig procent van de bevolking uit.
De staat Pennsylvania ging in 1780 failliet. De staatsmilitie werd daarom bekostigd door Morris en sommige van zijn bondgenoten. Ook nam hij maatregelen, zoals het openen van de havens voor buitenlandse import. Daardoor kwam de economie weer op gang.
De Verenigde Staten verkeerden in die tijd ook in een grote crisis. De kustlijn en twee belangrijke steden werden door de Britten gecontroleerd. De staatsschuld bedroeg 25 miljoen dollar. Morris werd in 1781 door het Continental Congress benoemd tot Opzichter van Financiën (Engels: Superintendent of Finance), een soort van voorloper van de minister van Financien. Drie dagen na zijn benoeming, op aandrang van Alexander Hamilton, richtte hij de Bank of North America. De nationale bank werd grotendeels gefinancierd met geleend geld van Frankrijk en was in het leven geroepen om de oorlog tegen Groot-Brittannië te financieren. Toen hij in 1784 ontslag nam werd de post gelijk ook opgeheven. Morris hervormde op een aantal terreinen. Bij contracten met veel geld in het spel liet hij meerdere groepen tegen elkaar opbieden. Ook eiste hij namens de federale overheid de volledige steun van de staten, zowel in goederen als geld. Tegelijkertijd droeg Morris ook veel bij uit eigen zak. In 1783 legde hij 1.4 miljoen dollar bij op de troepen te betalen, terwijl de verschillende staten bij elkaar nog geen achthonderdduizend dollar bij droegen.
Morris had de beschikking over een mooi huis in Philadelphia. Hij bood het aan de regering aan voor gebruik door de president. Zowel George Washington als John Adams hielden er residentie wanneer zij in Philadelpja verbleven. Dat was veelvoudig het geval omdat Philadelphia van 1790 tot 1800 de Amerikaanse hoofdstad was. De President's House werd later gesloopt toen Independence Mall werd gebouwd. De resten van het huis werden later gevonden bij constructiewerkzaamheden voor de bouw van Liberty Center. Daarbij bleek ook dat president Washington slaven had gehouden. De fundamenten zijn tot nationaal monument verklaard.
Namens de staat Pennsylvania werd Morris in 1787 afgevaardigd naar de Constitutional Convention. Hij zei weinig tijdens de Conventie. Zijn belangrijkste bijdrage was de nominatie van zijn vriend George Washington voor het presidentschap. Deze wilde hem als minister van Financiën, maar Morris bedankte daarvoor. De Wetgevende Vergadering van Pensylvania koos hem als senator. Hij was daarin een fervent aanhanger van de Federalistische Partij en steunde veel van de wetgeving en maatregels die werden voorgesteld door Alexander Hamilton, de minister van Financiën, zoals de aanleg van kanalen en de bouw van vuurtorens. Bij zijn eigen activiteiten zette Morris ook fors in op innovatie. Zo lanceerde hij vanuit zijn achtertuin een heteluchtballon en bezat hij de eerste mijn waar gebruik werd gemaakt van een railsysteem.
Morris stond in 1791 aan de basis van de aankoop van het gebied dat nu bekendstaat als Westelijk New York. Hij kocht dit gebied van de staat Massachusetts. Later was hij ook betrokken bij landspeculaties in het District of Columbia en de zuidelijke staten. Door de uitbraak van de napoleontische oorlogen daalden de grondprijzen fors. Morris bezat als gevolg daarvan meer land dan welke Amerikaan, maar had geen geld om zijn schuldeisers te betalen. Hij sloeg voor hen op de vlucht en hield zich schuil in een van zijn huizen op het platteland. Morris werd echter gearresteerd en zat van februari 1798 tot augustus 1801 gevangen. Veel federalisten verloren ook een deel van hun fortuin door Morris' faillissement. Na zijn vrijlating trok hij zich terug uit het publieke leven. Vanwege zijn zwakke gezondheid werd hij verder verzorgd door zijn vrouw tot aan zijn dood op 8 mei 1806.
Baldwin · Bassett · Bedford · Blair · Blount · Brearley · Broom · Butler · Carroll · Clymer · Daniel · Dayton · Dickinson · Few · Fitzsimons · Franklin · Gilman · Gorham · Hamilton · Ingersoll · Johnson · King · Langdon · Livingston · Madison · McHenry · Mifflin · G. Morris · R. Morris · Paterson · C. C. Pinckney · Pinckney · Read · Rutledge · Sherman · Spaight · Washington · Williamson · Wilson
- Bibliothèque nationale de France: cb12033679q (data)
- Gemeinsame Normdatei: 119499789
- International Standard Name Identifier: 0000 0000 8148 1619
- Library of Congress Control Number: n50005673
- National Archives and Records Administration: 10581415
- Nationale Bibliotheek van Tsjechië: xx0054622
- Nationale Bibliotheek van Israël: 987007299945705171
- Nederlandse Thesaurus van Auteursnamen: 07064893X
- SNAC: w67q9qh2
- Système universitaire de documentation: 028516516
- Trove: 926340
- Biographical Directory of the United States Congress: M000985
- Virtual International Authority File: 68945505
- WorldCat: E39PBJk8XjRV8DVT8Hh9PW4rMP